# Paisagem Cultural Budj Bim
A Paisagem Cultural Budj Bim é um complexo paisagístico que abrange uma área de 7.880 hectares, englobando o vulcão adormecido Budj Bim, também conhecido como Monte Eccles, com mais de 30.000 anos, a área do Parque Nacional Budj Bim, e o mais antigo e extenso sistema de aquicultura do mundo, criado pelo povo aborígene Gunditjmara, inseridas na Reserva Estadual de Fauna Stones, na terra aborígene Muldoons, na terra aborígene Allambie e no Lago Condah. Este complexo está localizado na região sudoeste do estado de Vitória, na Austrália. É um Patrimônio Mundial, tombado pela Organização das Nações Unidas para a Educação, a Ciência e a Cultura (UNESCO), no ano de 2019.

## História
Há mais de 30.000 anos, o Monte Eccles entrou em erupção. O povo Gunditjmara o considerou um ser ancestral, chamado Budj Bim (Cabeça grande, em português).
Há mais de 6.000 anos, o povo Gunditjmara utilizava as pedras vulcânicas criadas pela lava do vulcão Budj Bim para redirecionar e gerenciar os cursos de água. Eram criados lagoas e pântanos, conectados por canais com açudes, para a criação de peixes e enguias. Nos açudes eram colocados cestos para pegar os peixes e enguias adultos. Esse sistema de criação de peixes e enguias, abasteceu uma grande quantidade de Gunditjmara que se estabeleceram na região do Lago Condah.
Na década de 1840, com a chegada dos europeus nas terras dos Gunditjmara, houve muitos conflitos. Os aborígenes usavam as pedras vulcânicas, que eram irregular, para dificultar o acesso dos soldados e seus cavalos. E no ano de 1849, a polícia nativa quebrou a resistência do povo Gunditjmara.
Na década de 1860, com o fim da guerra, muitos foram transferidos pelo governo colonial para reservas aborígenes de Portland e Heywood. Em 1868, uma Missão foi construída no Lago Condah, para os Gunditjmara que se recusavam a sair de suas terras.
Em 1919, com o término da Primeira Guerra Mundial, o governo de Vitoria fechou a Missão do Lago Condah e vendeu parte das terras para o Closer Settlement Board que fornecia terras para os soldados que lutaram na guerra.
Em 1999, a Australian Environment Protection and Biodiversity Conservation Act registou a área de Budj Bim em proteção de mais alto nível nacional. E no ano de 2004, se tornou Patrimônio Cultural Nacional.
Atualmente, a Paisagem Cultural Budj Bim é administrada pelos Gunditjmara através da Windamara Aboriginal Corporation e outras organizações aborígenes.